# Carbon (Teksas)
Carbon – miasto w stanie Teksas w hrabstwie Eastland w Stanach Zjednoczonych.
- Powierzchnia: 2,6 km²
- Ludność: 224 (2000)